# Igreja Paroquial de Alfundão
A Igreja Paroquial de Alfundão, igualmente conhecida como Igreja de Nossa Senhora da Conceição de Alfundão, é um edifício religioso na aldeia de Alfundão, no concelho de Ferreira do Alentejo, em Portugal.

## Descrição
O imóvel está situado na aldeia de Alfundão, no Largo Luís da Rocha Mancio. Está inserida num meio urbano mas com espaço aberto em todos os lados, tendo sido construída de forma a ficar orientada para ocidente. Destaca-se a sua frontaria, de recorte pitoresco mas que foi profundamente modificado, apresentado uma empena simples de forma triangular, e uma luneta redonda com uma cruz hospitalária em pedra, por baixo de um relógio moderno. O edifício também conta com um campanário, de frontão triangular, e um catavento com dois sinos de bronze, um antigo que era utilizado para os sinais, e um mais recente que toca de hora a hora.